# Cormac Devlin

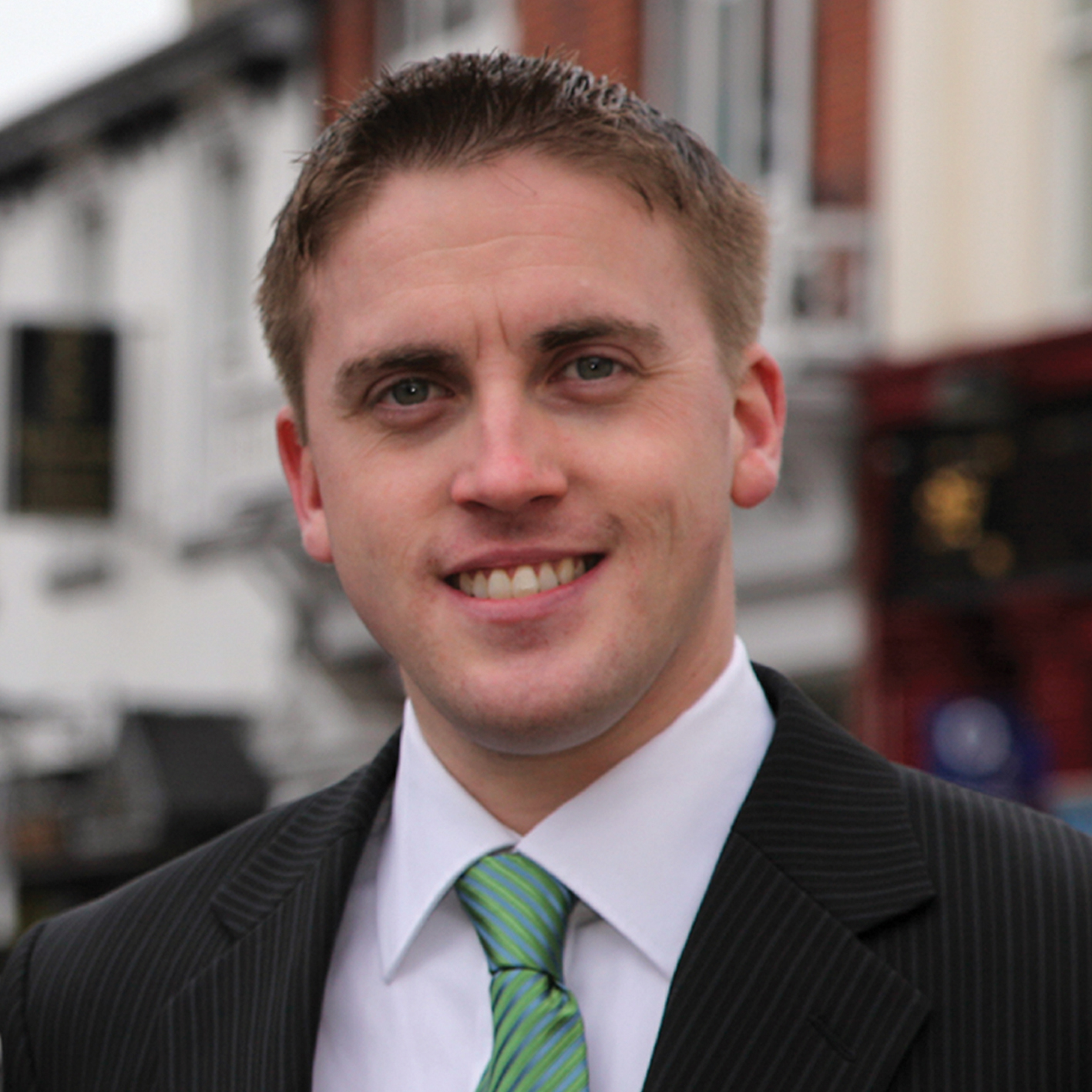
Cormac Devlin (2020)

Cormac Devlin (* 30. August 1980 in Dublin) ist ein irischer Politiker der Fianna Fáil, der seit 2020 Mitglied (Teachta Dála) des Dáil Éireann, des Unterhauses des Parlaments (Oireachtas), ist. 

## Leben
Cormac Devlin wuchs in Dalkey, einem Ortsteil von Dún Laoghaire, auf. Nach dem Schulabschluss studierte er am Institute of Public Administration in Dublin. 1998 trat er der Jugendorganisation der Fianna Fáil, Ógra Fianna Fáil, bei. 
2004 wurde er in den Dún Laoghaire–Rathdown County Council gewählt und behielt den Sitz auch noch bei der Wahl 2019. Bei den Wahlen zum Dáil Éireann 2016 errang er keinen Sitz, kandidierte aber 2020 erneut im Wahlkreis Dún Laoghaire und errang dort einen Sitz. Bei den Wahlen 2024 konnte er diesen Sitz verteidigen. 

## Privates
Seit 2014 ist er mit Jennifer verheiratet. Mit seiner Frau hat er drei Kinder. 